# Alexandru Dudoglo
Alexandru Dudoglo (20 de marzo de 1989) es un deportista moldavo que compite en halterofilia. Ganó dos medallas de plata en el Campeonato Europeo de Halterofilia, en los años 2012 y 2015.

## Palmarés internacional
| Campeonato Europeo | Campeonato Europeo | Campeonato Europeo | Campeonato Europeo |
| Año                | Lugar              | Medalla            | Categoría          |
| ------------------ | ------------------ | ------------------ | ------------------ |
| 2012               | Antalya (Turquía)  | Medalla de plata   | 77 kg              |
| 2015               | Tiflis (Georgia)   | Medalla de plata   | 85 kg              |